# Генетска аблација
Генетска аблација је метода која се примењује у трансгеним организмима у којој се користи ткивно-специфичан промотер да би се омогућила експресија гена. Циљана генетска аблација ћелија се показала као вредан приступ проучавању ин виво функција ћелија током органогенезе, хомеостазе ткива и регенерације. Током последње две деценије развијени су различити приступи да се побољша контрола аблације ћелија.  Ако хибридни конструкти садрже ген који кодира производ цитотоксичног гена, онда се може постићи генетска аблација специфичне ћелијске линије.  Ова техника генетског инжењеринга не ограничава супресију раста само на активност појединачног гена, већ омогућава испитивање ин виво активности ћелије. Пример ове методе у акцији може се видети кроз производњу нокаут миша. Ово се постиже применом једног или више трансгена у пронуклеусу оплођеног мишјег ооците. Након тога се поново имплантира у мајку домаћина, која потом рађа трансгеног миша. Како трансгени миш носи једну копију трансгена од неколико стотина, програмирана аблација специфичних типова ћелија се може стабилно преносити кроз заметну линију.. Од ових мишева узгојем се може створити хомозиготна колонија.

## Историја
Историјски развој ГА почиње1990. године када се техника нокаут гена  тек развијала. Постојао је недостатак информација о почетним догађајима који се дешавају током развоја ембриона кичмењака. Да би се формирало боље разумевање, било је потребно изменити упутства за прављење читавог скупа ДНК у особи или организму и одредити гене који су укључени у овај процес. Упутства за ембрионални развој могу имати одређену корелацију са недостатком простора који показују многи гени у својим обрасцима експресије. Техника која се користи за процену специфичних функција гена је инактивација или уклањање тог гена. Искорењавањем специфичног гена, може се уочити његова улога у развоју ембрионалног обрасца експресије.  

## Клинички значај
Способност селективног уклањања ћелија аблацијом монументална је у проучавању развоја еукариотске биологије, доприносећи у великој мери проучавању порекла, судбине или функције ћелије. Генетска аблација се дешава испоруком токсина или гена који индукује смрт који је усмерен појачивачем специфичним за ћелију (генетика) или коришћењем ГАЛ4/УАС система. Због низа познатих појављивача, токсина и гена смрти могу бити везане за скоро сваку одабрану ћелију, што омогућава специфичност типа ћелије. Кроз генетску аблацију, могу се посматрати ефекти уклањања сваке ћелије одређене врсте унутрашњег ембриона; осим тога, може се проучавати и целокупна популација уместо само појединац. 

## Предности
Специфичност типа ћелије је значајна предност генетске аблације. Бројни јављачи који постоје дозвољавају ову специфичност јер су токсини и гени смрти у стању да се налазе у суштини у било којој ћелију по избору. Ова специфичност ћелија уклања све одабране типове ћелије у свим деловима ембриона. Ово је предност јер број аналогних ћелија елиминисаних унутрашњих ткива утиче на фенотипске ефекте аблације. Штавише, пошто генетска аблација захтева само организовање генетског укрштања, она је технички јединствена, што омогућава истовремено испитивање значајно великих група појединаца. Већи број узорака помаже да се потврди аутентичност резултата, пружајући више података за закључивање. Такође, у одређеним случајевима, аблација је ћелијска аутономна, што елиминише сваки страх од компромиса суседних ћелија. Ово се види у ланцима рицина-А и дифтерије-А, као и у генима који изазивају смрт.  

## Недостаци
Постоје и недостаци у вези са генетским приступом аблације. Једно од ограничење ових метода генетске аблације је то што промотори специфични за ћелију често нису доступни за дату ћелију, или су повезани са „пропуштањем“ које може утицати на ћелије које нису циљане.  
Ове неправилности се могу уочити кроз недостатак ограничења одабраног појављивача на одабрани тип ћелије или кроз недостатак укључивања свих ћелија одређене врсте у ембриону. Штавише, ћелије које експримирају могу бити убијене ниским нивоом експресије. Недостатак избора времена може да се покаже и као недостатак. Ово је могуће ако је експресија ефекторског гена зависна од ГАЛ4 или појављивача. Важно је потврдити да је ген који кодира токсин експримиран само током релевантних развојних фаза иу тој специфичној ћелији у ембриону. Ово се може избећи употреби мозаичког израза.  
Да би се превазишла ова ограничења, развијен је двокомпонентни систем заснован на реконституисаним каспазама. Одвојена експресија две подјединице C. elegans CED-3 или хумане каспазе-3 из комбинације промотора резултоваала је реконституисаном активношћу каспазе, а самим тим и смрћу ћелије, само у ћелијама у којима су оба промотера активна. Такође је демонстрирано и индуцибилно убијање ћелија експресијом једне подјединице под промотером топлотног шока.

## Технолошке импликације
Истраживања механизама укључених у одговарајућу, развојно регулисану транскрипцију гена специфичне за ткиво поставила су темеље за технологије трансгене и генске терапије које усмеравају специфичну индукцију или аблацију гена од интереса на ткивно ограничен начин. Ова технологија је даље еволуирала како би омогућила временску контролу експресије гена и аблације. Гени сада могу да се укључују и искључују или могу бити аблаирани давањем егзогених једињења. Ове технологије се заснивају на развоју фактора транскрипције или рекомбиназа индуцибилних лигандом који регулишу експресију гена или аблацију применом специфичних лиганада и требало би да доведу до животињских модела који су погоднији за истраживање молекуларне основе људске болести.
Временска контрола експресије гена и аблација може се приписати развоју трансгених технологија и технологија генске терапије. Ове технологије су побољшане разумевањем механизма који утичу на транскрипцију гена специфично за ткиво. Генетска аблација омогућава да се гени уклоне у једињењима која се уносе у организам. 

## Генетска аблација код трансгених мишева
Технологија генетске аблације може бити у стању да произведе мишеве са мутацијама у скоро сваком гену који је присутан у њиховој заметној линији. Како ова техника није усавршена, она садржи питања која се тичу молекуларне и ћелијске биологије ембрионалног раста. Штавише, може помоћи у стварању животиња које ће служити као водичи који показују ефекте на људске болести укључујући демијелинизацију, патуљасто имунодефицијенције.

## Генетска аблација у развоју биљака
Иако је генетска аблација изузетна компонента у проучавању ћелијских линија код сисара, она подстиче и даље проучавање у сецирању развојних процеса код биљака. Свеобухватан преглед фазе у развоју посматра се кроз намеравану ћелијску смрт коришћењем промотера који су посебно приказани у различитим типовима ћелија, заједно са способностима да се производе генетске модификације. Због специфичне технике која се користи у производњи химерних биљака, заједно са ласерском аблацијом, генетска аблација служи као главни механизам за разумевање развоја биљних ћелија. 